# Mustapöllö
Mustapöllö är en ö i Finland. Den ligger i Skärgårdshavet och i kommunen Gustavs i den ekonomiska regionen  Nystadsregionen i landskapet Egentliga Finland, i den sydvästra delen av landet. Ön ligger omkring 42 kilometer väster om Åbo och omkring 190 kilometer väster om Helsingfors. 
Öns area är 0,8 hektar och dess största längd är 130 meter i sydöst-nordvästlig riktning. Närmaste större samhälle är Tövsala, 12,1 km nordost om Mustapöllö.